# Danske Tegneserieskabere
Danske Tegneserieskabere er en faglig interesseorganisation for forfattere, tegnere og farvelæggere, der arbejder professionelt med tegneserier i Danmark. Danske Tegneserieskabere har ifølge sin hjemmeside omkring 100 medlemmer (pr. 2021), hvilket svarer til en organisationsprocent på ca. 65. Danske Tegneserieskabere blev stiftet i 1989 på initiativ af Frank Madsen. Man kan blive optaget som ordinært medlem eller som associeret medlem.
Foreningen er medlem af Copydan, Dansk Kunstnerråd og Samrådet for Ophavsret og har en repræsentant i uddannelsesudvalget for PB i grafisk fortælling på The Animation Workshop i Viborg.

## Arbejdsområder
Arbejdsområderne spænder fra udarbejdelse af høringssvar til nye lovforslag, sponsorering af danske tegneseriefestivaler, eksportfremstød på udenlandske messer, drift af Danish Comics Foreign Right portal (www.dtsk.dk), udgivelse af det årlige Danish Comics Foreign Rights katalog, fyraftensmøder og faglige heldagskonventer for medlemmerne, workshops med danske og udenlandske lærere, deltagelse i Visda-forhandlinger om fordeling af Copydan-midler og uddeling af arbejdslegater via Danske Tegneserieskaberes Fond.
Foreningen har fra 2016 desuden årligt uddelt Claus Deleuran Prisen.

## Bestyrelsen
Valgt på foreningens seneste generalforsamling 27. april 2021:
- Sussi Bech (formand)
- Ingo Milton (kasserer)
- Frank Bruun Madsen
- Tatiana Goldberg
- Thomas Schrøder
- Angelica Inigo
- Freddy Milton
- Martin Flink (suppleant)
- Karsten Mungo Madsen (suppleant)